# Вулиця Чумацький шлях (Кременчук)
Вулиця Чумацький шлях — одна з вулиць Кременчука. Протяжність близько 1860 метрів.

## Опис та Розташування
Вулиця розташована у південній частині міста у Крюкові. Починається відразу біля Крюківського мосту та перехрестя вулиці Івана Приходька та провулку Літературного. Від мосту прямує на захід, але майже відразу повертає на південь і закінчується, переходячи  у вулицю Академіка Герасимовича, яка майже під прямим кутом виходить з лівого боку та далі продовжує вулицю "Чумацький Шлях" . Вулицею проходить траса європейського значення E584 та місцевого М22. Проїжджа частина проходить дамбою, яка відгороджує місто від Дніпра.
Також перетинає такі вулиці та провулки:
- Тополевий провулок
- Провулок Івана Кожедуба (стара назва Сидора Кучерова)
- Провулок Ракітіна
- Вулиця Павла Чубинського (стара назва Калініна)
- Вулиця Кузнечна

## Будівлі та об'єкти
Забудована ліва сторона вулиці як багатоповерхівками та і приватними садибами.
- Буд. № 1а — Банк «Фінанси і Кредит», Магазин «Новосел», Магазин «Веломаркет»[1]
- Буд. № 7 — Коледж кременчуцького національного університету імені Михайла Остроградського[2]
- Буд. № 9 — Крюковський РАЦС[3][4]
- Буд. № 9  - Амбулаторія загальної практики-сімейної медицини №3 КНМП "ЦПМСД №2" міста Кременчука